# 池の谷古墳
池の谷古墳（いけのたにこふん、池ノ谷古墳）は、三重県津市垂水にある古墳。形状は前方後円墳。津市指定史跡に指定されている。

## 概要
三重県中部、垂水丘陵東端部の丘陵尾根上の、伊勢平野・伊勢湾を一望する位置に築造された古墳である。これまでに中世期に城砦（池ノ谷砦）として利用され空堀・土塁が構築されているほか、宅地造成の際に前方部の一部が削平を受けている。
墳形は前方部が広がらない前方後円形で、墳丘主軸を海岸線と平行方向として前方部を北方向に向ける。墳丘は2段築成。墳丘長は約90メートルを測り、津市内ひいては安濃川流域では最大規模になる。墳丘外表では円筒埴輪が検出されているが、葺石は認められていない。埋葬施設は明らかでないが、墳頂部では盗掘坑と見られる窪みが認められる。
この池の谷古墳は、古墳時代中期の4世紀末-5世紀初頭頃の築造と推定される。伊勢湾西岸では有数の前方後円墳として重要視されるとともに、周辺では相川と天神川の合流地点である藤方（藤潟）に古代の潟湖（ラグーン）が存在したと想定されており、この潟湖を掌握して見下ろす臨海性古墳として評価される古墳である。また特に、古墳時代前期の中勢地方では阿坂山周辺で前方後方墳（向山古墳など）が営造され強い在地性が示唆される一方、池の谷古墳から宝塚1号墳（松阪市）に続く大型前方後円墳ではヤマト王権への強い従属性が示唆されており、当該時期におけるヤマト王権による東国支配の進展が指摘される。
古墳域は1980年（昭和55年）に津市指定史跡に指定されている。

## 遺跡歴
- 中世期、城砦（池ノ谷砦）として利用。空堀・土塁の構築[3][2]。
- 昭和40年代後半、宅地造成工事の際に前方部の一部削平[3]。
- 1971年（昭和46年）、前方部の試掘調査[3]。
- 1976年（昭和51年）、後円部墳丘西裾における災害復旧に伴う調査[3]。
- 1980年（昭和55年）4月21日、津市指定史跡に指定[6]。

## 墳丘
墳丘の規模は次の通り（団地造成前の測量調査結果）。
- 墳丘長：90メートル
- 後円部 - 2段築成。
  - 直径：50メートル
  - 高さ：5メートル
- 前方部 - 2段築成。
  - 幅：28メートル
  - 高さ：2-3メートル

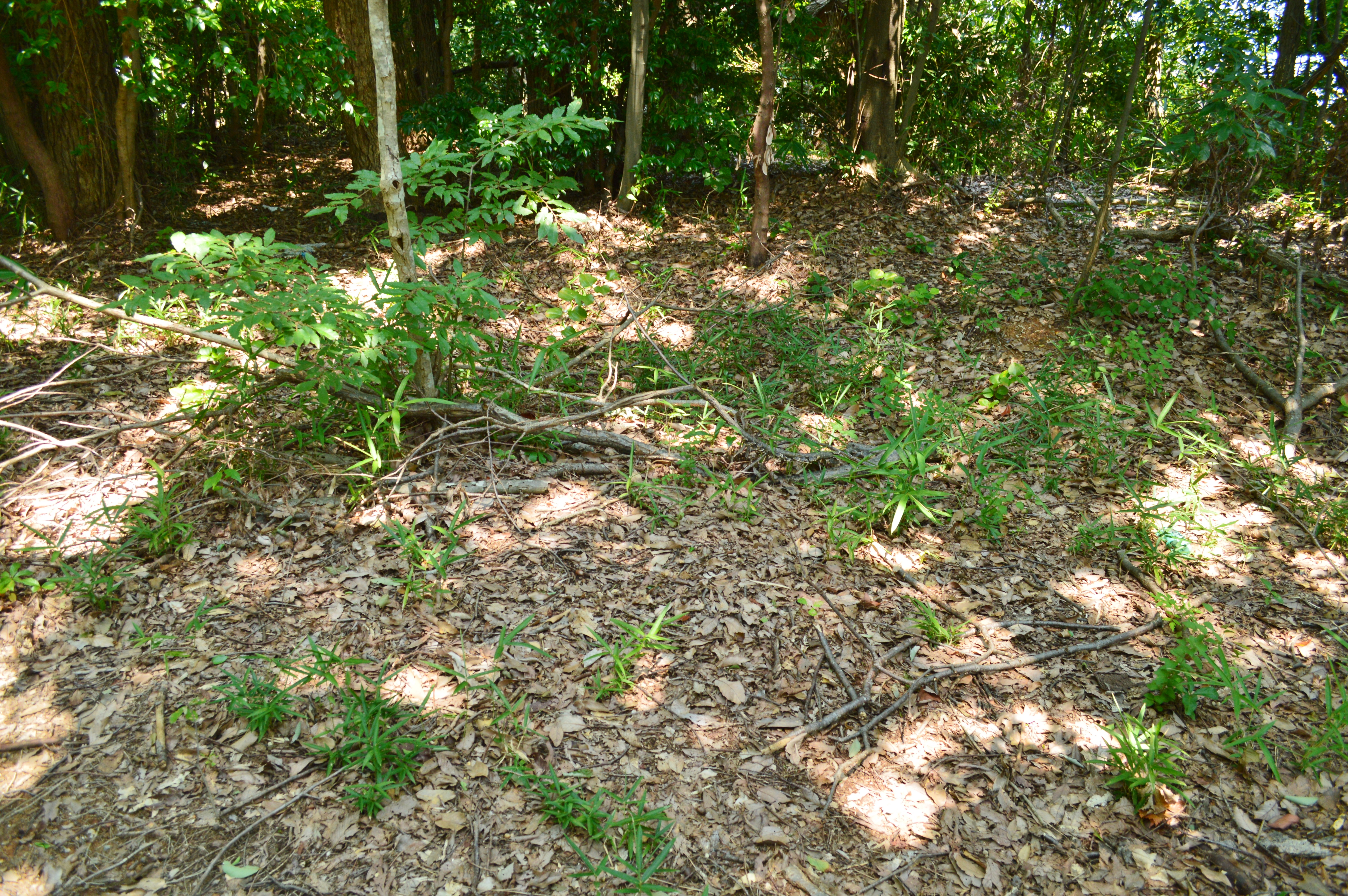
後円部墳頂
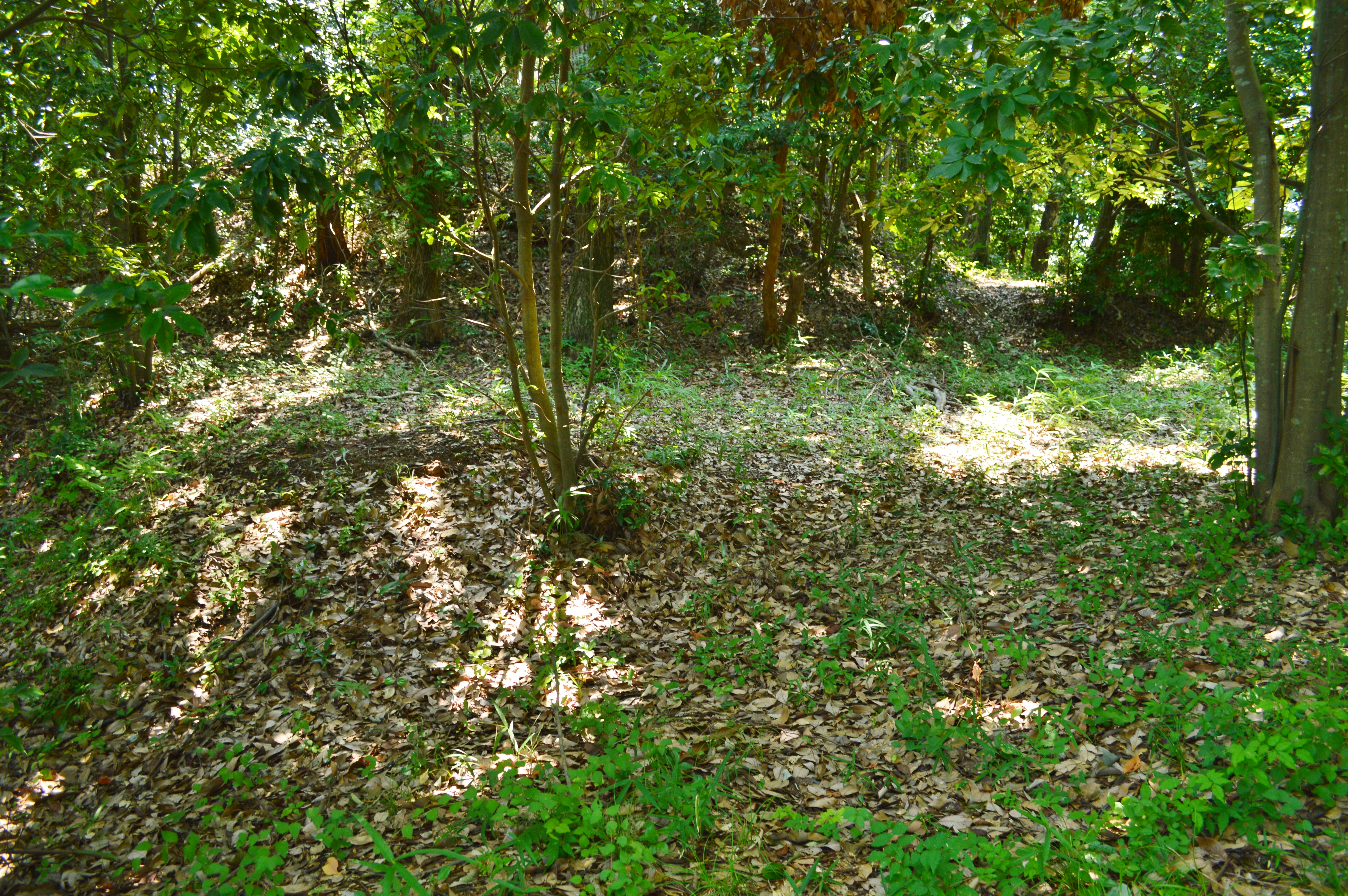
前方部から後円部を望む
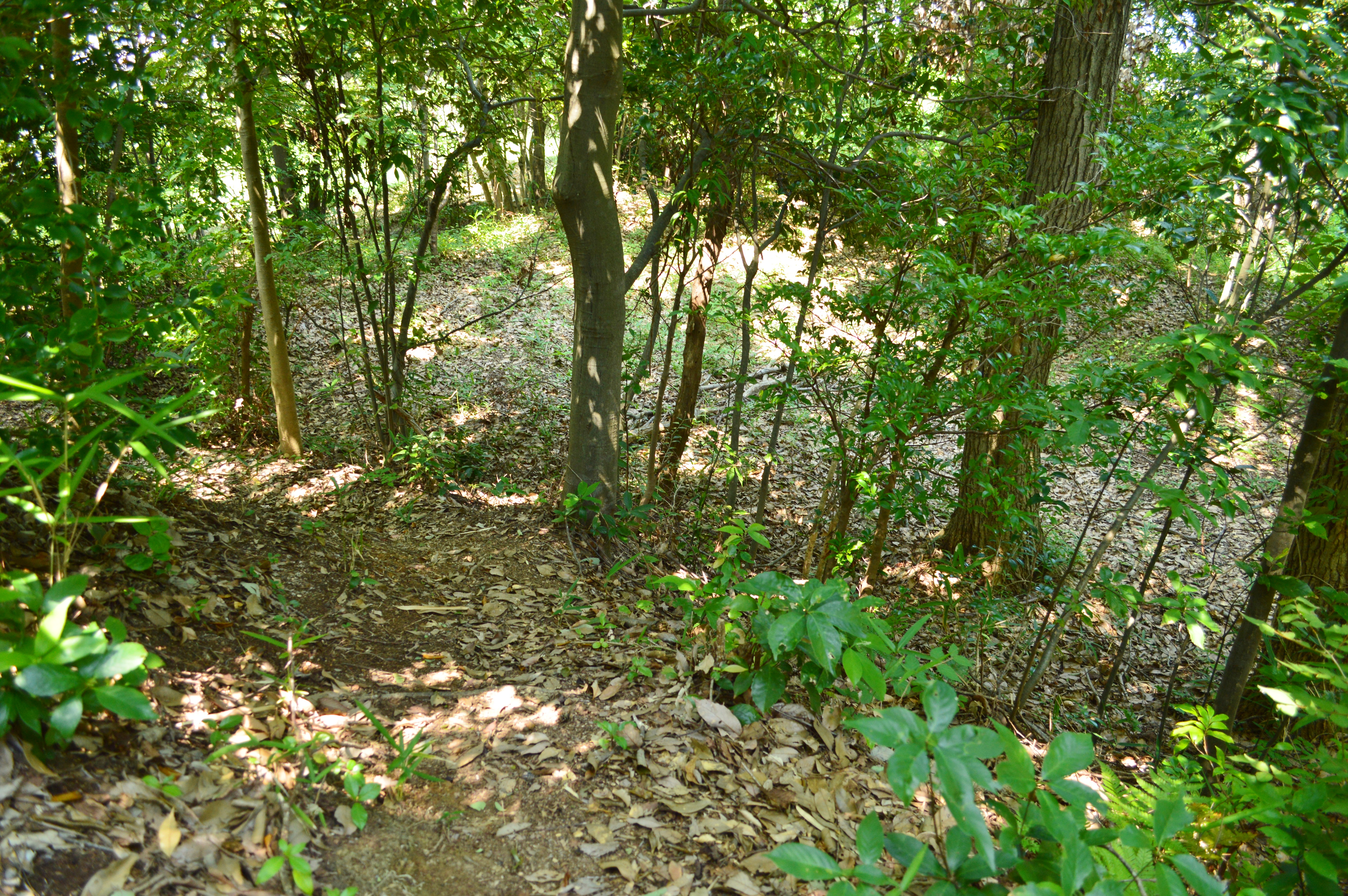
後円部から前方部を望む
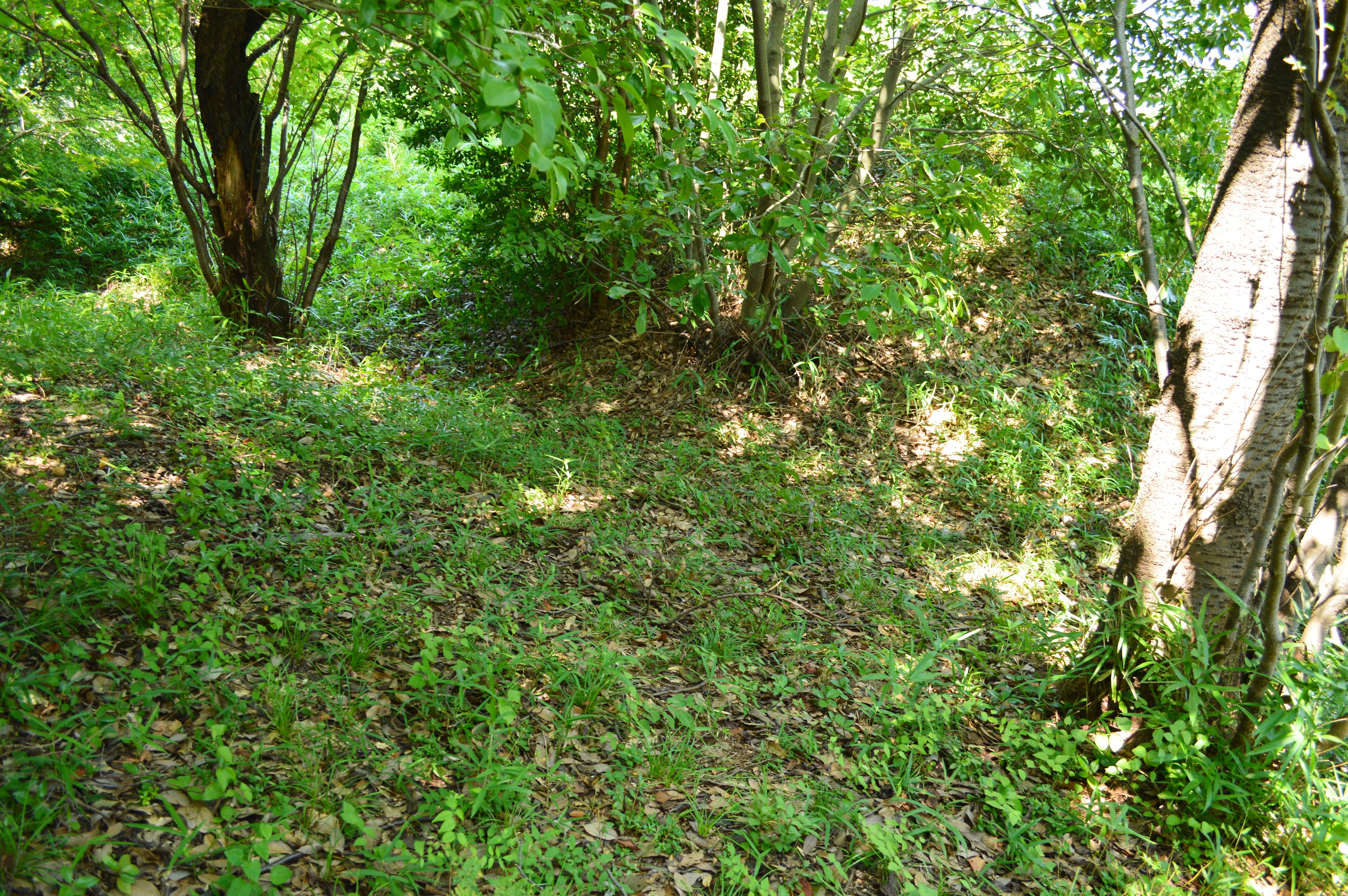
前方部の空堀

## 文化財

### 津市指定文化財
- 史跡
  - 池の谷古墳 - 1980年（昭和55年）4月21日指定[6]。